# Södra Bergnäs kyrkobokföringsdistrikt

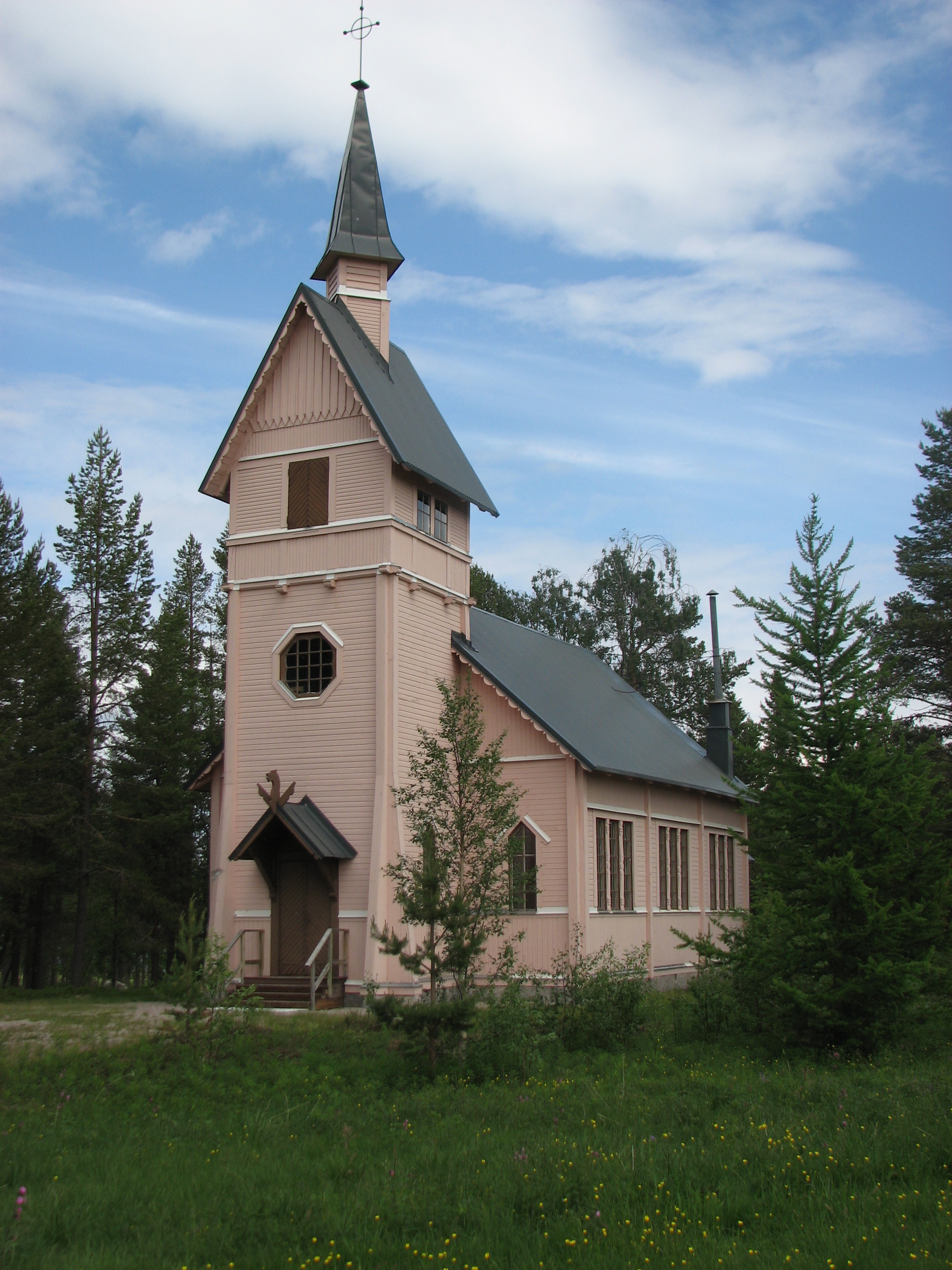
Södra Bergnäs kyrka.

Södra Bergnäs kyrkobokföringsdistrikt var ett kyrkobokföringsdistrikt (ofta förkortat kbfd) i Arjeplogs församling i Luleå stift. Dessa distrikt utgjorde delar av en församling i Sverige som i folkbokföringshänseende var likställd med en församling. Distriktet bildades den 1 januari 1928 (enligt beslut den 27 juni 1927) när Arjeplogs församling delades upp på två kyrkobokföringsdistrikt (Arjeplog och Södra Bergnäs) och avskaffades 1 juli 1991 när det återigen ingick i Arjeplogs församling, samtidigt som Sveriges indelning i kyrkobokföringsdistrikt upphörde.
Södra Bergnäs kyrkobokföringsdistrikt hade församlingskoden 250601.
1 januari 1947 (enligt beslut den 26 oktober 1945) överfördes de till Södra Bergnäs kyrkobokföringsdistrikt tillhörande delarna av Gullö by, samt hemmanet Sandudden till Arvidsjaurs kyrkobokföringsdistrikt. Området hade 71 invånare och omfattade en areal av 41,06 kvadratkilometer, varav 28,46 km² land.
1 januari 1955 överfördes till Södra Bergnäs kyrkobokföringsdistrikt från Sorsele kyrkobokföringsdistrikt ett område med 128 invånare och omfattande en areal av 7,12 km², varav 6,21 km² land.

## Areal
Södra Bergnäs kyrkobokföringsdistrikt omfattade den 1 januari 1976 en areal av 671,1 kvadratkilometer, varav 491,2 kvadratkilometer land.

## Befolkningsutveckling
| Befolkningsutvecklingen i Södra Bergnäs kyrkobokföringsdistrikt 1930–1990 | Befolkningsutvecklingen i Södra Bergnäs kyrkobokföringsdistrikt 1930–1990 | Befolkningsutvecklingen i Södra Bergnäs kyrkobokföringsdistrikt 1930–1990 | Befolkningsutvecklingen i Södra Bergnäs kyrkobokföringsdistrikt 1930–1990 | Befolkningsutvecklingen i Södra Bergnäs kyrkobokföringsdistrikt 1930–1990 |
| --- | ------------------------------------------------------------------------- | ------------------------------------------------------------------------- | ------------------------------------------------------------------------- | ------------------------------------------------------------------------- |
| |                                                                           |                                                                           |                                                                           |                                                                           |
| År |                                                                           |                                                                           | Folkmängd                                                                 |                                                                           |
| 1930 | 1930                                                                      |                                                                           | 713                                                                       |                                                                           |
| 1935 | 1935                                                                      |                                                                           | 749                                                                       |                                                                           |
| 1940 | 1940                                                                      |                                                                           | 739                                                                       |                                                                           |
| 1945 | 1945                                                                      |                                                                           | 733                                                                       |                                                                           |
| 1950 | 1950                                                                      |                                                                           | 664                                                                       |                                                                           |
| 1955 | 1955                                                                      |                                                                           | 795                                                                       |                                                                           |
| 1960 | 1960                                                                      |                                                                           | 728                                                                       |                                                                           |
| 1965 | 1965                                                                      |                                                                           | 597                                                                       |                                                                           |
| 1970 | 1970                                                                      |                                                                           | 459                                                                       |                                                                           |
| 1975 | 1975                                                                      |                                                                           | 395                                                                       |                                                                           |
| 1980 | 1980                                                                      |                                                                           | 320                                                                       |                                                                           |
| 1985 | 1985                                                                      |                                                                           | 293                                                                       |                                                                           |
| 1990 | 1990                                                                      |                                                                           | 293                                                                       |                                                                           |
| Anm: För åren 1930 och 1940-1945: befolkning enligt folkräkning 31 december enligt den administrativa indelningen den 1 januari följande år. 1950 avser befolkning enligt folkräkning den 31 december enligt den administrativa indelningen den 1 januari 1952. Åren 1935, 1955 samt 1975-1990 avser den kyrkobokförda befolkningen den 31 december enligt den administrativa indelningen den 1 januari följande år. 1960, 1965 och 1970 avser befolkning enligt folkräkning den 1 november enligt den administrativa indelningen den 1 januari följande år. |                                                                           |                                                                           |                                                                           |                                                                           |